# Konrad Nonn
Konrad Nonn (* 28. November 1877 in Landsberg an der Warthe als Conrad Maximilian Wilhelm Nonn; † 13. November 1945 in Berlin) war ein deutscher Architekt und preußischer Baubeamter. Er war ein prominenter Kritiker modernistischer Architektur in Deutschland zwischen den Weltkriegen und zählt zu den Vertretern der Architektur im Nationalsozialismus.

## Leben
Nonn war ein Sohn des Ingenieurs und Fabrikdirektors Maximilian Nonn und seiner Ehefrau Clara geb. Paucksch. Sein jüngerer Bruder war der Wirtschaftsfunktionär Hans Nonn. Konrad Nonn studierte Architektur in Berlin und München. Er trat 1902 in den Staatsbaudienst als Regierungsbauführer ein, 1907 wurde er Regierungsbaumeister. Er hatte u. a. die Bauleitung beim Neubau der TH Breslau und bei Kirchenbauten in Landsberg, Soldin und Friedeberg (Neumark) inne. Am 26. November 1911 wurde er an der Technischen Hochschule Hannover zum Dr.-Ing. promoviert. 1913 arbeitete er am Neubau des Gefängnisses in Kleve und verbrachte vier Monate bei der Baupflegekommission der Stadt Hamburg. 1914 war er bautechnischer Attaché am Deutschen Generalkonsulat in London. Nach der Teilnahme am Ersten Weltkrieg wurde er Leiter der Hochbauabteilung in Frankfurt/Oder und Leiter der Technischen Nothilfe im Regierungsbezirk Frankfurt. Seit 1921 war er in der Hochbauabteilung des preußischen Finanzministeriums in Berlin tätig und Schriftleiter des Zentralblatts der Bauverwaltung (bis 1927). 1927 kam er zur Regierung in Potsdam und erhielt die Oberleitung der Gefängnisbauten in Brandenburg und des Forstwissenschaftlichen Instituts Eberswalde. 
Zum 1. Januar 1931 trat er der NSDAP bei (Mitgliedsnummer 411.018). Im Januar 1933 wurde er wegen dieser verbotenen politischen Betätigung nach Allenstein strafversetzt, konnte jedoch nach der Machtergreifung der Nationalsozialisten im Mai 1933 wieder als Oberregierungs- und Baurat an die Preußische Bau- und Finanzdirektion in Berlin zurückkehren. Seit dem 22./27. September 1933 war er Ministerialrat in der Hochbauabteilung des preußischen Finanzministeriums. Ab 1934 war er erneut Schriftleiter des Zentralblatts der Bauverwaltung. Von 1935 bis 1945 war er Lehrbeauftragter für Wirtschaftspolitische Grundlagen des Städtebaus an der Technischen Hochschule Berlin. Von 1921 bis 1927 war er Mitherausgeber der Zeitschrift Denkmalpflege und Heimatschutz und von 1935 bis Mai 1942 der Zeitschrift Deutsche Kunst und Denkmalpflege.
Konrad Nonn gehörte zu den entschiedensten Kritikern des Bauhauses und der Architektenvereinigung Der Ring und bekämpfte diese publizistisch seit 1924 heftig und in teilweise gehässiger Weise („Baubolschewismus“, „Kulturbolschewismus“; „dunkle Beziehungen zwischen der modernistischen neuen Sachlichkeit und der kommunitisch-jüdischen Partei- und Interessenpolitik“). Seine Angriffe trugen mit bei zur Auflösung des Bauhauses in Dessau 1932 und seine Schließung in Berlin 1933. 1931 wurde Konrad Nonn mit Paul Schultze-Naumburg, Alexander von Senger, Eugen Hönig, German Bestelmeyer Mitglied des neugegründeten Kampfbund Deutscher Architekten und Ingenieure (KDAI) im Kampfbund für deutsche Kultur.
Nonn war Mitglied der SS (SS-Nummer 383.749), bei der er 1941 bis zum SS-Sturmbannführer aufstieg. Er war korrespondierendes Mitglied des Archäologischen Institut des Deutschen Reiches und 2. Vorsitzender der Koldewey-Gesellschaft.

## Bauten

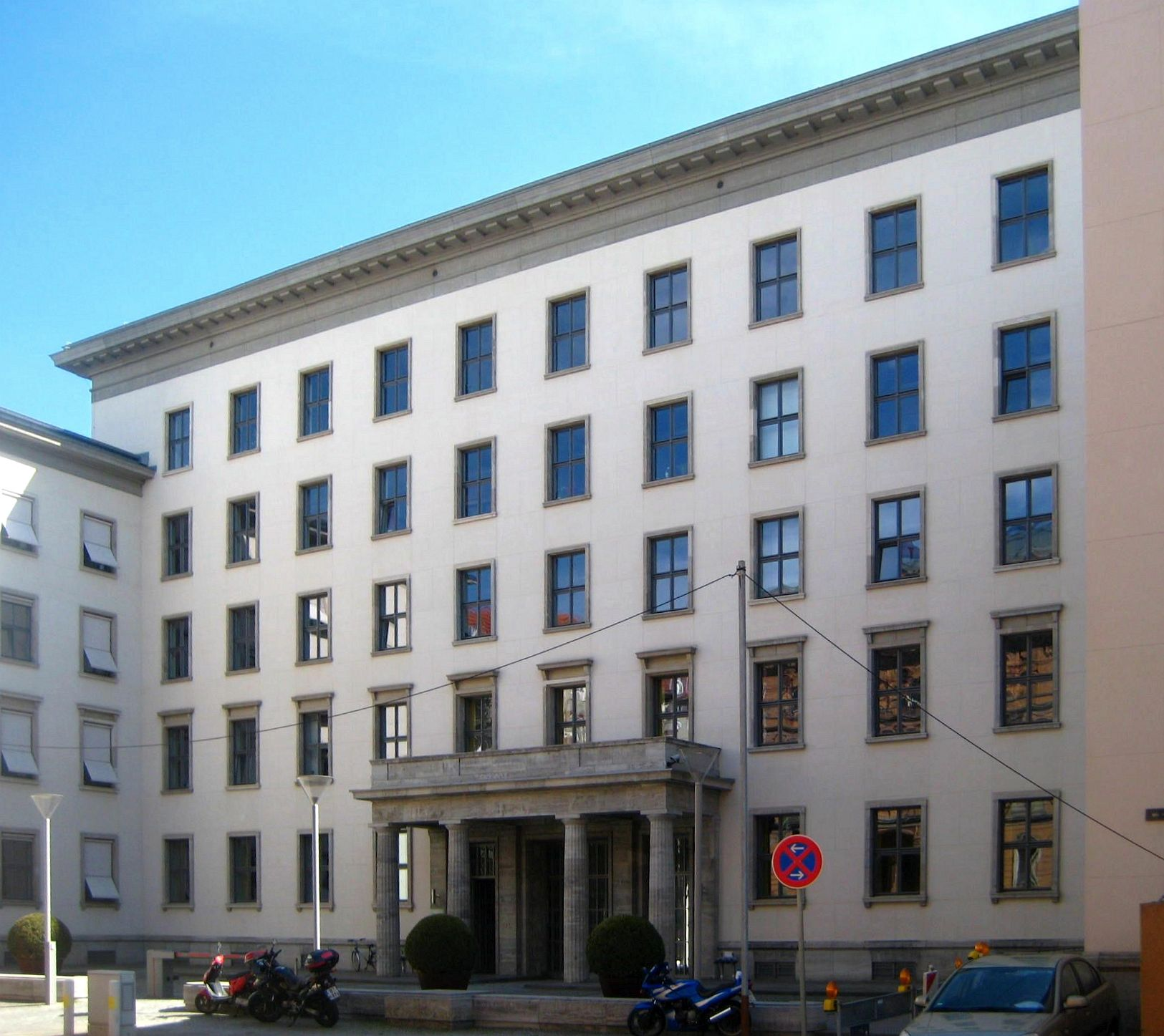
Erweiterungsbau des ehemaligen Reichsministerium des Innern an der Dorotheenstraße in Berlin-Mitte

- 1931–1933 nach Plänen von Ernst Petersen: Hochschule für Lehrerbildung in Frankfurt/Oder[12]
- 1935–1937: Erweiterungsbau des Reichsministerium des Inneren in Berlin[13]
- 1935–1938 mit Alfred Henrich: Staatsarchiv Marburg[14]

## Schriften (Auswahl)
- Christian Wilhelm Tischbein, Maler und Architekt, 1751–1824. Heitz, Straßburg 1912 (= Dissertation, Digitalisat).
- Wilhelm Dörpfeld zur Vollendung des 80. Lebensjahrs. In: Koldewey-Gesellschaft (Hrsg.): Wilhelm Dörpfeld Festschrift zum 80. Geburtstag. Verlag für Kunstwissenschaft, Berlin 1933, S. 9–15.
- Die Technik im nationalsozialistischen Staat, ihre kulturellen und rechtlichen Grundlagen in geschichtlicher Darstellung (= Die Verwaltungs-Akademie. Ein Handbuch für den Beamten im nationalsozialistischen Staat Heft 60). Industrieverlag Spaeth & Linde, Berlin 1938.

Angriffe gegen das Bauhaus:
- Das Staatliche Bauhaus in Weimar. In: Zentralblatt der Bauverwaltung 44, Nr. 6, 6. Februar 1924, S. 42–44 (Digitalisat).
- Zur Propaganda für das Bauhaus in Weimar. In: Deutsche Bauhütte 21. April 1924.
- Das Staatliche Bauhaus. In: Kölnische Zeitung 23. April 1924.
- Staatliche Müllzufuhr. Das staatliche Bauhaus in Weimar. In: Deutsche Zeitung (Berlin) Nr. 178 vom 27. April 1924.
- Zusammenfassendes über das Weimarer und Dessauer „Bauhaus“. In: Zentralblatt der Bauverwaltung 47, 1927, Nr. 10, S. 105–110 (Digitalisat).
- Der Nährboden des Kulturverfalls. Eine kulturpädagogische Betrachtung über das Staatliche Bauhaus in Weimar – Dessau. In: Süddeutsche Baugewerkszeitung 20. Juni 1928, Nr. 12, S. 157–160.
- Die bolschewistische Architektur. In: Deutsche Zeitung 21. April 1929.
- Homunkulus-Architektur. In: Deutsche Bauhütte 34, 1930, S. 142.
- Kunstbolschewismus im Dessauer Bauhause In: Die Sonne. Monatsschrift für nordische Weltanschauung und Lebensgestaltung 7, 1940, S. 460–469.